# Klimmeks Brombeere
|  | Dieser Artikel wurde aufgrund von formalen oder inhaltlichen Mängeln in der Qualitätssicherung Biologie im Abschnitt „Pflanzen“ zur Verbesserung eingetragen. Dies geschieht, um die Qualität der Biologie-Artikel auf ein akzeptables Niveau zu bringen. Bitte hilf mit, diesen Artikel zu verbessern! Artikel, die nicht signifikant verbessert werden, können gegebenenfalls gelöscht werden. Lies dazu auch die näheren Informationen in den Mindestanforderungen an Biologie-Artikel. |

Die Klimmeks Brombeere (Rubus klimmekianus), oder meist Klimmek-Brombeere geschrieben, ist eine Pflanzenart aus der Gattung Rubus innerhalb der Familie der Rosengewächse (Rosaceae).

## Beschreibung und ähnliche Arten

### Vegetative Merkmale
Die Klimmek-Brombeere bildet aufrechte Sträucher, die in vielen Teilen vor allem in der Sprossachse bestachelt sind.

### Vergleich mit ähnlichen Arten
Der Typusbeleg besitzt habituell große Ähnlichkeit mit Rubus hebecarpus und Rubus fuscoater ferner Rubus rhenanus, weicht von diesen aber durch weiße Blüten und verkahlende Blattoberseiten ab. Im Vergleich zu Rubus raduloides ist bei der Klimmeks Brombeere der Schössling behaart (20–50 Haare pro cm Seite).

## Vorkommen
Klimmeks-Brombeere kommt im Bergischen Land, im rechtsrheinischen Schiefergebirge und in der Eifel vor. Zerstreut kommt sie ebenfalls in Franken, Thüringen, selten in Oberbayern, Ober-Baden-Württemberg, im südwestlichen Sachsen-Anhalt, in der Kölner Bucht und im Süderbergland vor.

## Systematik
Klimmeks-Brombeere wurde von Günter Matzke-Hajek im Juli 1995 östlich der Ortschaft Bach bei Hurst gefunden. Das Holotypus-Material wird im Botanischen Museum in Berlin-Dahlem aufbewahrt. Die Erstbeschreibung von Rubus klimmekianus erfolgte im Jahr 1996 durch Günter Matzke-Hajek in Decheniana, Band 149, Bonn 1996, S. 49. Das Artepitheton klimmekianus ehrt Fritz Klimmek.
Die Art Rubus klimmekianus gehört zur Sektion der Brombeeren (Rubus) in der Gattung Rubus.